# Izlučni turnir 2004. za olimpijski turnir u hokeju na travi za žene
5. izlučni turnir za olimpijski turnir u hokeju na travi za žene se održao 2004., a najuspješnije djevojčadi su stjecale pravo sudjelovati na OI 2004. u Ateni.

## Mjesto održavanja
Turnir se održao od 19. do 28. ožujka 2004. na Novom Zelandu u Aucklandu.

## Natjecateljski sustav
Sudjelovalo je deset djevojčadi koje su igrale u dvjema skupinama, u kojima se igralo međusobno po jednostrukom ligaškom sustavu. Nakon toga je slijedio natjecateljski krug u kojem se igralo po kup-sustavu s doigravanjem za poredak.
5. djevojčadi iz svake skupine su međusobno igrale za 9. mjesto. 

3. i 4. djevojčad iz skupine "A" igraju unakrižno s 4. i 3. djevojčadi iz skupine "B". Pobjednice su igrale za 5., a poražene za 7. mjesto.

1. i 2. djevojčad iz skupine "A" igraju unakrižno s 2. i 1. djevojčadi iz skupine "B". Pobjednice su igrale za 1., a poražene za 3. mjesto.
Najboljih pet djevojčadi je stjecalo pravo sudjelovati pravo na OI, pored djevojčadi koje su to pravo izravno izborile, braniteljica naslova i oceanijskih prvakinja Australije, panameričkih prvakinja Argentine, azijskih prvakinja Kine, europskih prvakinja Nizozemske i sveafričkih prvakinja JAR-a.

## Sudionice
Sudjeluju Irska, Japan, J. Koreja, Novi Zeland, Njemačka, Rusija, SAD, Španjolska, Uj. Kraljevstvo i Ukrajina.

## Sastavi

### Irska
(1.) Nicky King (vratarka), (2.) Angela Platt (vratarka), (3.) Elaine Bromell, (4.) Fiona Connery, (5.) Linda Caulfield, (6.) Eimear Cregan, (7.) Suzanne Beaney, (9.) Bridget McKeever, (11.) Jenny McDonough, (13.) Nicky McCaughern, (14.) Lynsey McVicker (kapetanica), (15.) Ciara O'Brien, (16.) Jill Orbinson, (17.) Nikki Symmons, (18.) Deirdre Casey, (20.) Kristin Farrell, (21.) Katharine Maybin, (24.) Jenny Burke. Trener: Riet Kuper.

### Japan
(1.) Rie Terazono (vratarka), (2.) Keiko Miura (kapetanica), (3.) Akemi Kato, (4.) Yukari Yamamoto, (5.) Sachimi Iwao, (6.) Chie Kimura, (7.) Yuka Ogura, (8.) Sakae Morimoto, (9.) Kaori Chiba, (10.) Naoko Saito, (11.) Tomomi Komori, (12.) Nami Miyazaki (vratarka), (13.) Akiko Kitada, (14.) Rika Ishida, (15.) Emi Sakurai, (16.) Rika Komazawa, (19.) Megumi Ohmura, (20.) Miyuki Nakagawa. Trener: Kazunori Kobayashi.

### J. Koreja
(1.) Park Yong-Sook (vratarka), (2.) Kim Yun-Mi, (3.) Lee Jin-Hee, (4.) Yoo Hee-Joo, (6.) Kim Jung-Ahn, (7.) Han Sung-Mi, (8.) Lee Mi-Seong, (9.) Park Mi-Hyun, (10.) Oh Ko-Woon, (11.) Kim Seong-Eun (kapetanica), (13.) Moon Myung-Seon, (14.) Park Seon-Mi, (15.) Kim Jin-Kyoung, (16.) Lim Ju-Young (vratarka), (17.) Kang Bo-Kyung, (18.) Park Jeong-Sook, (19.) Yoon Deok-Hee, (21.) Kim Jung-Hee. Trener: Lim Heung-Sin.

### Novi Zeland
(1.) Kayla Sharland, (2.) Emily Naylor, (5.) Rachel Sutherland, (6.) Meredith Orr, (8.) Jaimee Provan, (9.) Leisen Jobe, (10.) Lizzy Igasan, (11.) Stacey Carr, (12.) Lisa Walton, (14.) Suzie Muirhead (kapetanica), (15.) Beth Jurgeleit (vratarka), (16.) Helen Clarke (vratarka), (17.) Caryn Paewai, (18.) Diana Weavers, (21.) Niniwa Roberts, (22.) Rachel Robertson, (23.) Tara Drysdale, (28.) Karen Syddall. Trener: Ian Rutledge.

### Njemačka
(2.) Tina Bachmann, (4.) Mandy Haase, (5.) Nadine Ernsting-Krienke, (8.) Kerstin Hoyer, (9.) Friederike Barth, (10.) Silke Müller, (13.) Marion Rodewald (kapetanica), (15.) Heike Lätzsch, (16.) Fanny Rinne, (17.) Louisa Walter (vratarka), (18.) Anke Kühn, (19.) Britta von Livonius, (20.) Alexandra Kollmar, (21.) Badri Latif, (22.) Miriam Schmid, (23.) Julia Zwehl (vratarka), (27.) Sonja Lehmann, (32.) Franziska Gude. Trener: Markus Weise.

### Rusija
(1.) Anna Radomskaja (vratarka), (2.) Ekaterina Čerkasova, (3.) Galina Timšina, (4.) Natalija Veršinina, (5.) Aleksandra Peršina, (6.) Elena Kazakova, (7.) Natalia Gorbačkova, (8.) Tatjana Lastočkina, (9.) Elena Apeljganec, (10.) Tatjana Vasjukova (kapetanica), (11.) Svetlana Grigorjeva, (12.) Ekaterina Rastorgoujeva, (13.) Nadežda Čegurdajeva, (14.) Marina Čegurdajeva, (15.) Olga Šencova, (16.) Galina Basajčuk, (17.) Natalija Zajčenko, (18.) Oksana Serježkina (vratarka). Trenerica: Valentina Apeljganec.

### SAD
(1.) Tamika Smith, (2.) Angie Loy, (3.) Kristen McCann, 
(4.) Margaret Storrar (vratarka), (5.) Tara Jelley, (7.) Tracey Larson, (9.) Tracey Fuchs, (10.) Tiffany Snow, (11.) Katherine Beach, (13.) Keli Smith, (14.) Abbey Woolley, (17.) Carrie Lingo, (21.) April Fronzoni, (22.) Kate Barber, (23.) Meredith Keller, (24.) Dina Rizzo, (25.) Amy Tran (vratarka), (26.) Kristi Gannon. Trener: Bethers.

### Španjolska
(1.) María Jesús Rosa (vratarka), (3.) Rocío Ybarra, (4.) Barbara Malda, (5.) Mónica Rueda, (6.) Silvia Bonastre, (7.) María del Carmen Martín, (8.) Marta Prat, (9.) Silvia Muñoz, (10.) Lucía López, (11.) María del Mar Feito (kapetanica), (12.) Maider Tellería, (15.) Erdoitza Goikoetxea, (16.) Lara Domenech Baldó, (17.) Núria Camón, (18.) Ana Pérez, (19.) Maider Luengo (vratarka), (20.) Raquel Huertas, (21.) Esther Termens. Trener: Pablo Usoz.

### Uj. Kraljevstvo
(1.) Carolyn Reid (vratarka), (2.) Hilary Rose (vratarka), (3.) Anna Bennett, (4.) Jane Smith, (5.) Crista Cullen, (6.) Melanie Clewlow, (7.) Helen Grant, (8.) Lucilla Wright, (9.) Mandy Nicholson, (10.) Rhona Simpson, (11.) Kate Walsh (kapetanica), (12.) Emma Rochlin, (13.) Jennie Bimson, (14.) Rachel Walker, (15.) Fiona Greenham, (16.) Leisa King, (17.) Sarah Blanks, (18.) Linda Clement. Trener: Bob Crutchley.

### Ukrajina
(1.) Iryna Zhukova (vratarka), (2.) Viktoriya Novik, (3.) Lyudmyla Vyhanyayko, (4.) Olena Fritche, (5.) Olga Gulenko, (6.) Olha Hryzodub, (7.) Maryna Dudko, (8.) Tetyana Kobzenko (kapetanica), (9.) Svitlana Kolomiyets, (10.) Natalya Vsayukova, (11.) Elvira Dzhemilova, (12.) Zhanna Savenko, (13.) Maryna Litvinchuk, (14.) Tetyana Salenko, (15.) Yana Vorushylo, (16.) Olga Fisyun (vratarka). Trenerica: Tetyana Zhuk.

## Suditeljice
| - Chieko Akiyama - Judith Barnesby - Peri Buckley - Renée Cohen - Ute Conen - Carolina de la Fuente | - Marelize de Klerk - Jean Duncan - Lyn Farrell - Sarah Garnett - Jun Kentwell - Minka Woolley |

## Krug po skupinama

### Skupina "A"
|    | Djevojčad       | Ut | Pb | N | Pz | Pri | Pos | RP | Bod |
| -- | --------------- | -- | -- | - | -- | --- | --- | -- | --- |
| 1. | Novi Zeland     | 4  | 2  | 2 | 0  | 11  | 6   | +5 | 8   |
| 2. | Njemačka        | 4  | 2  | 2 | 0  | 6   | 4   | +2 | 8   |
| 3. | Uj. Kraljevstvo | 4  | 2  | 1 | 1  | 6   | 4   | +2 | 7   |
| 4. | Irska           | 4  | 1  | 1 | 2  | 3   | 8   | –5 | 4   |
| 5. | Ukrajina        | 4  | 0  | 0 | 4  | 3   | 7   | –4 | 0   |

- petak, 19. ožujka 2004.

| 12:00    |       |                 |  |
| Ukrajina | 0 : 1 | Irska           |  |
|          |       | Jenny Burke 21' |  |

| 16:30       |       |                 |  |
| Novi Zeland | 2 : 2 | Uj. Kraljevstvo |  |
|             |       |                 |  |

- subota, 20. ožujka 2004.

| 10:00    |       |          |  |
| Ukrajina | 1 : 2 | Njemačka |  |
|          |       |          |  |

| 15:00 |       |             |  |
| Irska | 1 : 5 | Novi Zeland |  |
|       |       |             |  |

- nedjelja, 21. ožujka 2004.

| 12:30    |       |                 |  |
| Njemačka | 2 : 1 | Uj. Kraljevstvo |  |
|          |       |                 |  |

- ponedjeljak,  22. ožujka 2004.

| 16:30       |       |          |  |
| Novi Zeland | 3 : 2 | Ukrajina |  |
|             |       |          |  |

- utorak, 23. ožujka 2004.

| 17:00 |       |          |  |
| Irska | 1 : 1 | Njemačka |  |
|       |       |          |  |

| 19:00           |       |          |  |
| Uj. Kraljevstvo | 1 : 0 | Ukrajina |  |
|                 |       |          |  |

- srijeda, 24. ožujka 2004.

| 17:00 |       |                 |  |
| Irska | 0 : 2 | Uj. Kraljevstvo |  |
|       |       |                 |  |

| 19:00    |       |             |  |
| Njemačka | 1 : 1 | Novi Zeland |  |
|          |       |             |  |

### Skupina "B"
|    | Djevojčad  | Ut | Pb | N | Pz | Pri | Pos | RP  | Bod |
| -- | ---------- | -- | -- | - | -- | --- | --- | --- | --- |
| 1. | Japan      | 4  | 3  | 0 | 1  | 13  | 3   | +10 | 9   |
| 2. | Španjolska | 4  | 3  | 0 | 1  | 5   | 3   | +2  | 9   |
| 3. | SAD        | 4  | 2  | 1 | 1  | 11  | 4   | +7  | 7   |
| 4. | J. Koreja  | 4  | 1  | 1 | 2  | 7   | 6   | +1  | 4   |
| 5. | Rusija     | 4  | 0  | 0 | 4  | 1   | 21  | –20 | 0   |

- petak, 19. ožujka 2004.

| 10:00 |       |        |  |
| Japan | 6 : 1 | Rusija |  |
|       |       |        |  |

| 14:30      |       |           |  |
| Španjolska | 1 : 0 | J. Koreja |  |
|            |       |           |  |

- subota, 20. ožujka 2004.

| 12:00 |       |       |  |
| SAD   | 1 : 3 | Japan |  |
|       |       |       |  |

| 17:00  |       |            |  |
| Rusija | 0 : 3 | Španjolska |  |
|        |       |            |  |

- nedjelja, 21. ožujka 2004.

| 15:00 |       |           |  |
| SAD   | 1 : 1 | J. Koreja |  |
|       |       |           |  |

- ponedjeljak,  22. ožujka 2004.

| 14:30     |       |        |  |
| J. Koreja | 6 : 0 | Rusija |  |
|           |       |        |  |

- utorak, 23. ožujka 2004.

| 12:00      |       |       |  |
| Španjolska | 1 : 0 | Japan |  |
|            |       |       |  |

| 14:00  |       |     |  |
| Rusija | 0 : 6 | SAD |  |
|        |       |     |  |

- srijeda, 24. ožujka 2004.

| 12:00 |       |           |  |
| Japan | 4 : 0 | J. Koreja |  |
|       |       |           |  |

| 14:00 |       |            |  |
| SAD   | 3 : 0 | Španjolska |  |
|       |       |            |  |

## Za poredak
- petak, 26. ožujka 2004. — za poredak 5. – 8. mjesta

| 09:00           |       |           |  |
| Uj. Kraljevstvo | 0 : 2 | J. Koreja |  |
|                 |       |           |  |

| 12:00 |       |       |  |
| SAD   | 2 : 1 | Irska |  |
|       |       |       |  |

- petak, 26. ožujka 2004. — za poredak 1. – 4. mjesta

| 16:00       |       |            |  |
| Novi Zeland | 0 : 1 | Španjolska |  |
|             |       |            |  |

| 19:00 |       |          |  |
| Japan | 3 : 0 | Njemačka |  |
|       |       |          |  |

- subota, 27. ožujka 2004. — za 9. mjesto

| 09:00    |       |        |  |
| Ukrajina | 0 : 2 | Rusija |  |
|          |       |        |  |

- subota, 27. ožujka 2004. — za 7. mjesto

| 12:00           |       |       |  |
| Uj. Kraljevstvo | 4 : 1 | Irska |  |
|                 |       |       |  |

- subota, 27. ožujka 2004. — za 5. mjesto

| 15:00     |       |     |  |
| J. Koreja | 4 : 0 | SAD |  |
|           |       |     |  |

- nedjelja, 28. ožujka 2004. — za 3. mjesto

| 12:00       |       |          |  |
| Novi Zeland | 3 : 2 | Njemačka |  |
|             |       |          |  |

- nedjelja, 28. ožujka 2004. — za 1. mjesto

| 15:00      |       |       |  |
| Španjolska | 0 : 1 | Japan |  |
|            |       |       |  |

## Konačna ljestvica
| Mj. | Djevojčad       |
| --- | --------------- |
| 1.  | Japan           |
| 2.  | Španjolska      |
| 3.  | Novi Zeland     |
| 4.  | Njemačka        |
| 5.  | J. Koreja       |
| 6.  | SAD             |
| 7.  | Uj. Kraljevstvo |
| 8.  | Irska           |
| 9.  | Rusija          |
| 10. | Ukrajina        |

Prvih pet djevojčadi (Japan, Španjolska, Novi Zeland, Njemačka, J. Koreja) su izborile pravo sudjelovati na OI 2004. u Pekingu.

## Nagrade
najbolji strijelci
- Sakae Morimoto → 7 pogodaka
- Tracey Fuchs → 6 pogodaka
- Niniwa Roberts → 5 pogodaka

najbolja igračica
- Tetjana Kobzenko

fair-play
- Novi Zeland